# 1998年亞洲運動會乒乓球男子單打比賽
1998年亞洲運動會乒乓球比賽－男子單打為1998年亞洲運動會乒乓球比賽的其中一項競賽項目；賽事於1998年12月8日至16日在泰國曼谷法政體育場 5舉行。以下為比賽結果：
| 金牌 | 金澤洙 | 南韓 |
| 銀牌 | 劉國梁 | 中國 |
| 銅牌 | 孔令輝 | 中國 |
| 銅牌 | 吳尚垠 | 南韓 |